# Emanuele Canonica
Emanuele Canonica (Moncalieri, 7 gennaio 1971) è un golfista italiano.

## Biografia
Ha vinto l'Italian National Juniors Championship nel 1990 e fece parte della squadra italiana che vinse la medaglia d'oro al European Youths' Championship dello stesso anno. È diventato professionista nel 1991.
Dopo aver giocato in diverse manifestazioni del Challenge Tour si qualificò al European Tour nel 1994 e nel 1995.
Nel 2005 ha vinto per la prima volta un torneo del European Tour il Johnnie Walker Championship. Nel 2009 è stato il caddie di José María Olazábal nel torneo The Masters.

## Vittorie professionali (1)

### European Tour vittorie (1)
| No. | Data          | Torneo                                    | Punteggio di vittoria | Margine | Secondo/i                                                 |
| --- | ------------- | ----------------------------------------- | --------------------- | ------- | --------------------------------------------------------- |
| 1   | 7 agosto 2005 | Johnnie Walker Championship at Gleneagles | −7 (70-71-69-71=281)  | 2 colpi | Nicolas Colsaerts, Bradley Dredge, Barry Lane, David Lynn |